# NGC 4261
NGC 4261 (również PGC 39659 lub UGC 7360) – galaktyka eliptyczna (E2), znajdująca się w gwiazdozbiorze Panny. Odkrył ją William Herschel 13 kwietnia 1784 roku. Należy do Gromady w Pannie.

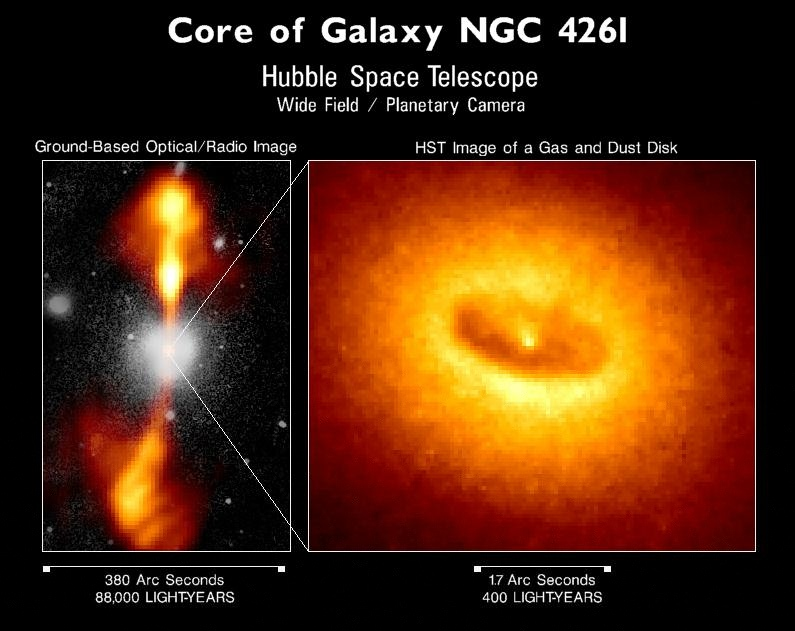
Zdjęcie z teleskopu Hubble’a, z prawej zbliżenie jądra galaktyki

W jądrze NGC 4261 znajduje się supermasywna czarna dziura o masie ponad miliard razy większej od masy Słońca.
W galaktyce tej zaobserwowano supernową SN 2001A.